# Tour Carpe Diem
A Tour Carpe Diem egy felhőkarcoló Franciaország fővárosában, Párizsban a La Défense üzleti negyedben. Courbevoie önkormányzathoz tartozik. Építése 2010 és 2013 között történt, építésze Robert A. M. Stern volt. 
A hangsúly az ökológiai-, esztétikai- és gyakorlati szempontokon volt, összekapcsolódva a lakó- és kereskedelmi területekkel. Az ingatlankomplexum, amely a La Défense történelmi üzleti negyedben található, 166 méter magas, 34 emeletes irodaház, nettó 47 100 m²-rel. alapterület, beleértve a 310 m²-es vendéglátóipari területet is. Több mint 3000 ember befogadására alkalmas.